# Ново Делчево
Но̀во Дѐлчево е село в Югозападна България. То се намира в община Сандански, област Благоевград.

## История
Селото възниква като населена местност около гара Левуново, заселена от бежанци, дошли от Кукушко – селата Алексово, Мутулово и Морарци. Една част от българите, прогонени от родните си места през 1913 година, се настаняват в изоставени турски села в Струмишко. В края на 1919 година, след като Струмишко е предадено на Кралството на сърби, хървати и словенци, няколко фамилии – Ташеви, Кирови, Балеви, Арабаджиевии, Тушеви и други, напускат струмишките села и се заселват край гара Левуново в изоставени от германците бараки. Така се създава село Делчево. През 1929 година, започва строителството на т. нар. шаронски къщи за бежанците.
В 1931 година Гара Левуново е преименувано на Гара Делчево, а през 1966 година името на селото става Ново Делчево. След 1960 година по партийни директиви започва преселването на семейства от планинските села Пирин, Игралище, Горна Сушица, Долене и други, чиито имена носят и махалите на селото. Централната част на селото е заселена от преселниците от Егейска и Вардарска Македония.
Установявайки се на това място, първите преселници се черкуват в близкото с. Левуново, където църквата е православна. Но през 1925 г. енорийският свещеник решава да ги прехвърли към друга енория, Дамяница. Жителите на новосъздаденото село не са съгласни, защото в с. Левуново те вече имат и свое гробище. Тогава се заражда идеята у някои селяни, католици униати, като Иван Киров, Атанас Делев и др. да потърсят помощ от католическата църква в София. Специални пратеници се срещат с владиката в София. И така, без да има църква в селото, през 1928 г. е изпратен първият униатски свещеник Никола. Черкуването на миряните става в една от стаите на малкото училище. Католическата униатска църква „Успение Богородично“ е построена през 1931 г. Първото бебе, кръстено в църквата, е Верка, третата дъщеря на Султана и Иван Кирови. До 1990 г. в „Успение Богородично“ се черкуват всички миряни – католици и православни. След 90 година православните жители на селото, преселили се от планинските села, вземат решение за построяване на нова православна църква. Известно е, че в селото има потомци на легендарния войвода Гоце Делчев, чийто паметник се намира в центъра на селото. Селото почита своя патрон на 4 май, а традиционният събор е на Великден.
В съседство са селата Склаве, Левуново, Дамяница. Като сравнително ново село землището на селото не е голямо и се е намирало между Горни и Долни Чифлик, сегашните Склаве и Дамяница. Предполага се, че преди хиляди години между Склаве и Ново Делчево се е провеждал и един от най-големите пазари на роби в околността.
В близост до селото тече река Струма. Като древно тракийско оброчище е намиращата се в близост до селото местност Скалата. През 50-те и 60-те години учениците от селата Ново Делчево и Дамяница посрещат Първа пролет там. Скалата е възвишение, което „се гледа“ очи в очи с Рупите.
В селото функционират детски ясли и детска градина. Училището е начално и приютява децата от 1 – 4 клас, след което учениците учат в съседното с. Дамяница или в гр. Сандански.
В центъра на селото извисява своя ръст и сградата на кметство Ново Делчево, която дава подслон на местната пощенска станция и на няколкото лекарски кабинета.
Младежите са известни със спортния си дух. В зрелища се превръщат срещите на футболния отбор „Изтребител“, който радва с добрите си игри местните фенове на футбола.
Селото се намира в Санданско-Петричкото поле, където почвата е изключително плодородна и е грижливо обработвана от местните стопани. Хората тук отглеждат екологично чисти зеленчуци и плодове.
На километър от селото минава железопътната линия София-Кулата, която преди доста години, като теснолинейка, е пресичала Ново Делчево, но впоследствие е била изместена на сегашното място.
Като винарски район в непосредствена близост до селото се намира и известният „Винпром-Дамяница“.
В селото съществува дом на сестрите евхаристинки.
Православната църква в селото „Света Троица“ е най-голямата в Югозападна България.

## Население

### Етнически състав
Преброяване на населението през 2011 г.
Численост и дял на етническите групи според преброяването на населението през 2011 г.:
|                     | Численост |
| Общо                | 1171      |
| Българи             | 1154      |
| Турци               | -         |
| Цигани              | -         |
| Други               | 6         |
| Не се самоопределят | -         |
| Неотговорили        | 9         |